# José María Béjar
José María Béjar y Campana fue un sacerdote, cura de Yauyos,  y político peruano, activo durante el período de la  independencia.
Fue elegido diputado por el departamento de Puno en la Asamblea de Sicuani que estableció la independencia de los departamentos peruanos de Cusco, Puno, Arequipa y Ayacucho y la creación del Estado Sud-Peruano en el marco de la Confederación Perú-Boliviana.